# Merna
Merna (in sloveno Miren; in friulano Merin) è un paese della Slovenia, frazione e sede comunale del comune di Merna-Castagnevizza. È sede di una delle 8 comunità locali in cui si suddivide il comune.
È nota storicamente per essere stata teatro di aspri scontri fra italiani ed austriaci durante la prima guerra mondiale.

## Geografia fisica
Merna è situata alle pendici settentrionali del Carso, lungo le rive del fiume Vipacco che qui riceve in destra idrografica le acque del torrente Vertoibizza (Vrtojbica).
La località sorge lungo il confine tra l'Italia e la Slovenia ed è costituita anche dagli agglomerati di Japnišče, Staro Mesto e a sud-est dell'insediamento, sul Monte Grado, il Santuario della Madonna Addolorata di Merna (cerkev Žalostne Matere Božje).

## Storia
Dopo la caduta dell'Impero romano, e la parentesi del Regno ostrogoto, i Longobardi si insediarono nel suo territorio, seguiti poi attorno al VI secolo da popolazioni slave. Fu così che tutto il suo territorio entrò a far parte del Ducato del Friuli. Alla caduta del Regno longobardo subentrarono quindi i Franchi; nell'887 Arnolfo, Re dei Franchi orientali, istituì la marca di Carniola; tra il 952 e il 957 il Patriarcato di Aquileia (assieme a Istria, Carinzia e Carniola) passò sotto l'autorità del Duca di Baviera e poi nel 976 nel Ducato di Carinzia appena costituito dall'imperatore Ottone II.
Fece quindi parte della signoria di Ranziano prima come parte della Contea di Gorizia e in seguito, passando nel 1500 alla Casa d’Asburgo, nella Contea di Gorizia e Gradisca.
Con il trattato di Schönbrunn (1809) entrò a far parte delle Province Illiriche.
Col Congresso di Vienna nel 1815 rientrò in mano austriaca nel Regno d'Illiria, come comune catastale autonomo; passò in seguito sotto il profilo amministrativo al Litorale austriaco nel 1849, con giurisdizione fino al 1866 anche su Savogna d'Isonzo. Persa Savogna d'Isonzo, divenuta comune autonomo, il comune di Merna (Miren) comprendeva oltre al capoluogo l'insediamento di Rupa, nell'attuale comune di Savogna d'Isonzo.
Durante la prima guerra mondiale Merna si ritrovò improvvisamente sulla linea del fronte dopo la sesta battaglia dell'Isonzo, quando gli italiani riuscirono finalmente a conquistare Gorizia ed il Sabotino. Durante la settima battaglia dell'Isonzo i soldati della 3ª Armata italiana espugnarono il Santuario San Grado, fino ad allora saldamente in mano agli austro-ungarici. Nei mesi successivi, nonostante i durissimi combattimenti e le ripetute offensive, Merna rimase lungo le prime linee italiane, mentre la frazione di Raccogliano, situata sulla riva opposta del Vipacco, su quelle nemiche. L'abitato, occupato dagli italiani sino alla battaglia di Caporetto, sarà così completamente distrutto.
Dopo la guerra, con le medesime frazioni del periodo asburgico, fu comune autonomo della provincia del Friuli per poi passare, nel 1927, alla ricostituita Provincia di Gorizia ed ingrandirsi assorbendo il comune di Savogna d'Isonzo. A questa data quindi il comune comprendeva le frazioni di Rupa (Rupa), Peci (Peč), Gabria (Gabrije) e Savogna d'Isonzo (Sovodnje). Secondo il censimento del 1921, circa il 3% della popolazione era italiana.
Dal settembre 1931 era sede del 4º Stormo con il 10º Gruppo e dall'ottobre 1931 con il 9º Gruppo Caccia fino al 1940.
Fu soggetta alla Zona d'operazioni del Litorale adriatico (OZAK) tra il settembre 1943 e il 1945 e tra il 1945 e il 1947, trovandosi a ovest della Linea Morgan, fece parte della Zona A della Venezia Giulia sotto il controllo Britannico-Americano del Governo Militare Alleato (AMG); passò poi alla Jugoslavia, ad eccezione del territorio dell'ex comune di Savogna d'Isonzo e delle frazioni di Rupa, Peci e Gabria che rimasero all'Italia, aggregate al comune di Sagrado, ridivenendo successivamente un comune autonomo. Dal 1991 fa parte della Slovenia.
È famosa per avere avuto per anni il cimitero attraversato dal confine con l'Italia.

## Personaggi famosi di Miren

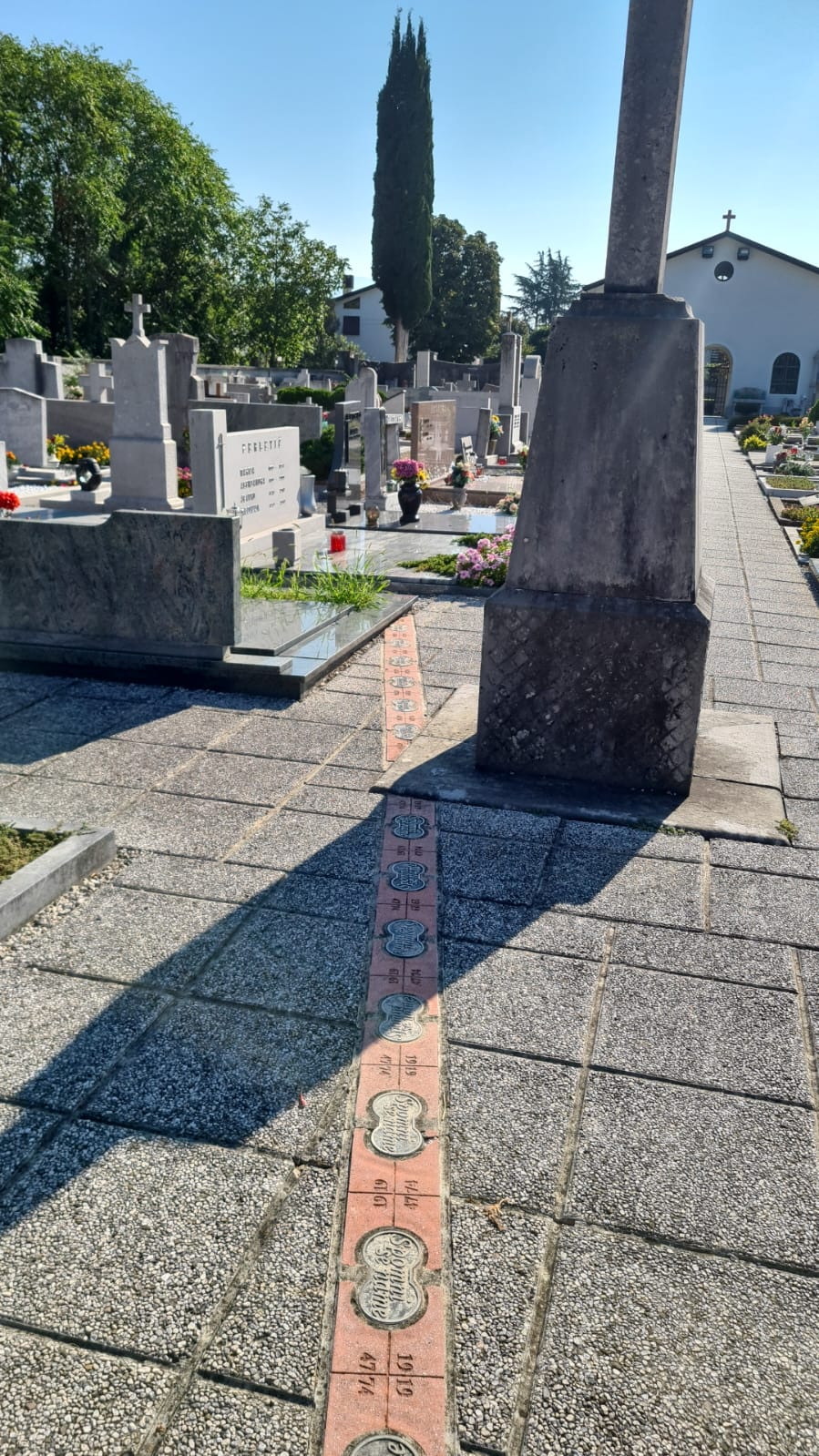
La linea rossa indica il confine tra Italia e Slovenia che attraversava (dal 1947 al 1976) il cimitero di Merna. Il confine è stato poi spostato lungo il limite del cimitero.

- Mihaela Adelgundis Černic

## Monumenti e luoghi d'interesse
- Chiesa di San Giorgio
- Castello di Merna, un'altura sovrastante l'abitato e la valle del Vipacco sul quale sorge il santuario della Madonna Addolorata.

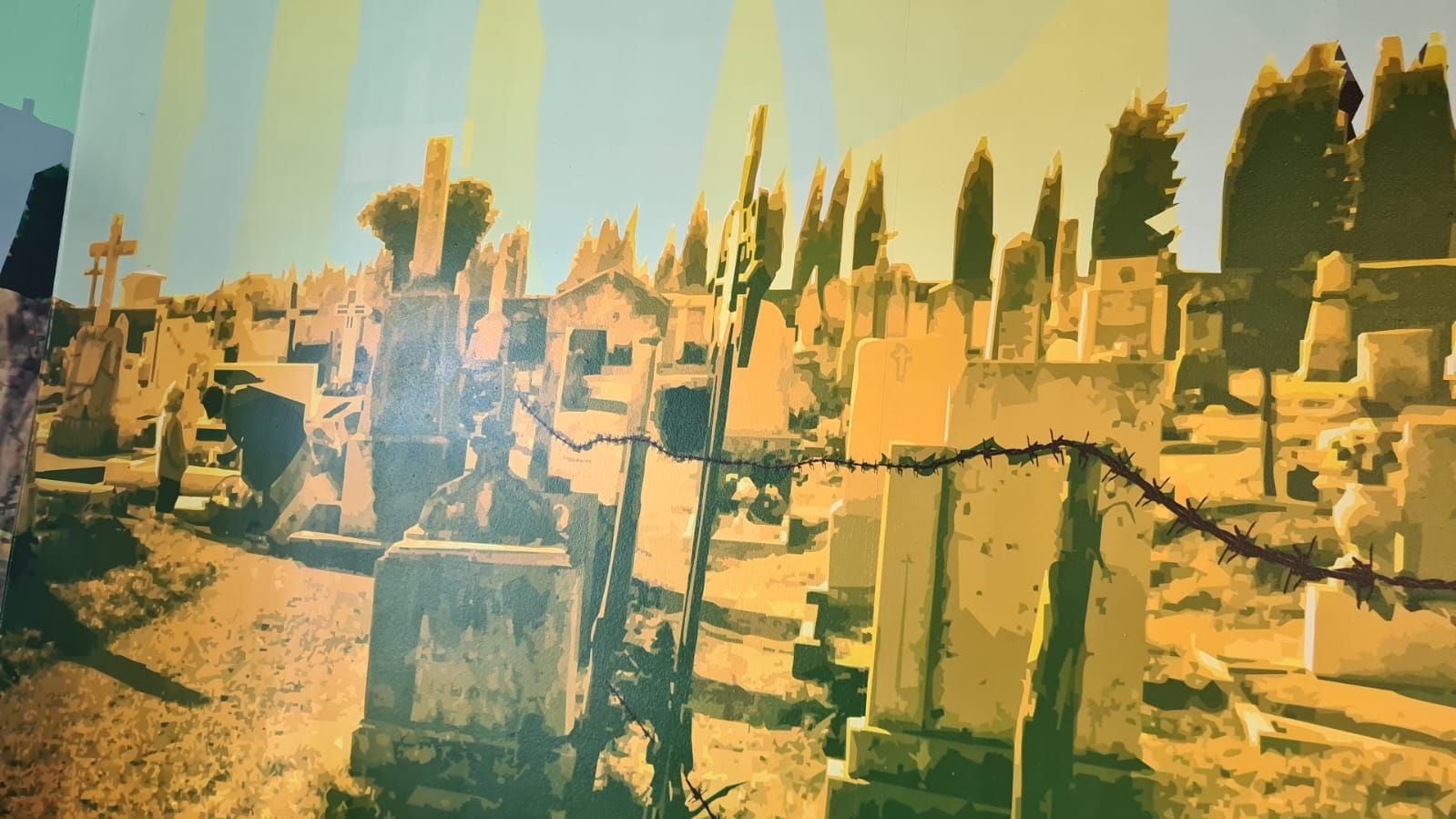
In una sala all'ingresso del cimitero alcuni affreschi ricordano quando il cimitero era attraversato dalla cortina di ferro lungo quello che era (dal 1947 al 1976) il confine tra Italia e Slovenia.

- In una sala all'ingresso del cimitero alcuni affreschi ricordano quando il cimitero era attraversato dalla cortina di ferro lungo quello che era (dal 1947 al 1976) il confine tra Italia e Slovenia.Cimitero

## Infrastrutture e trasporti
L'abitato di Merna sorge lungo la frontiera italo-slovena che qui è attraversabile mediante un valico stradale secondario.